# Vainilla
La vainilla (Vanilla planifolia, família botànica de les orquídies) és una planta originària de Mèxic cultivada actualment com a planta d'interior. Hernán Cortés va descobrir la vainilla a les Amèriques a principis del segle xvi. Els asteques preparaven una beguda barrejant la vainilla amb el cacau. Va ser a mitjans segle xix quan el seu cultiu es va desenvolupar gràcies al descobriment d'un mètode de pol·linització per Edmond Albius, un esclau que vivia a l'Illa de La Reunió. Fou així com l'illa de la Reunió es va convertir en el primer productor mundial de vainilla. Per conseqüència, els colons de l'illa de la Reunió van exportar el seu coneixement a una illa veïna, Madagascar, que va passar a ésser des de llavors el primer productor mundial de vainilla gràcies a una mà d'obra barata.
Encara que el nom científic més utilitzat actualment és Vanilla fragans (Salis.) Ames (1924), la planta de la vainilla també és coneguda amb altres noms que són sinònims del nom científic. Aquests són els següents: Vanilla planifolia Andrews (1808), Vanilla mexicana P. Miller (1778), Vanilla viridiflora Blume (1825), Notylia planifolia (Andrews) Conz. (1947), Myrobroma fragans Salisb (1807).
«Vainilla» prové de l'espanyol vaina a causa de la forma de beina petita que té el fruit, i d'aquí ve també el sufix -illa. «Planifolia» prové del llatí planus, que vol dir pla, i folium, que significa fulla.

## Ecologia

### Distribució mundial

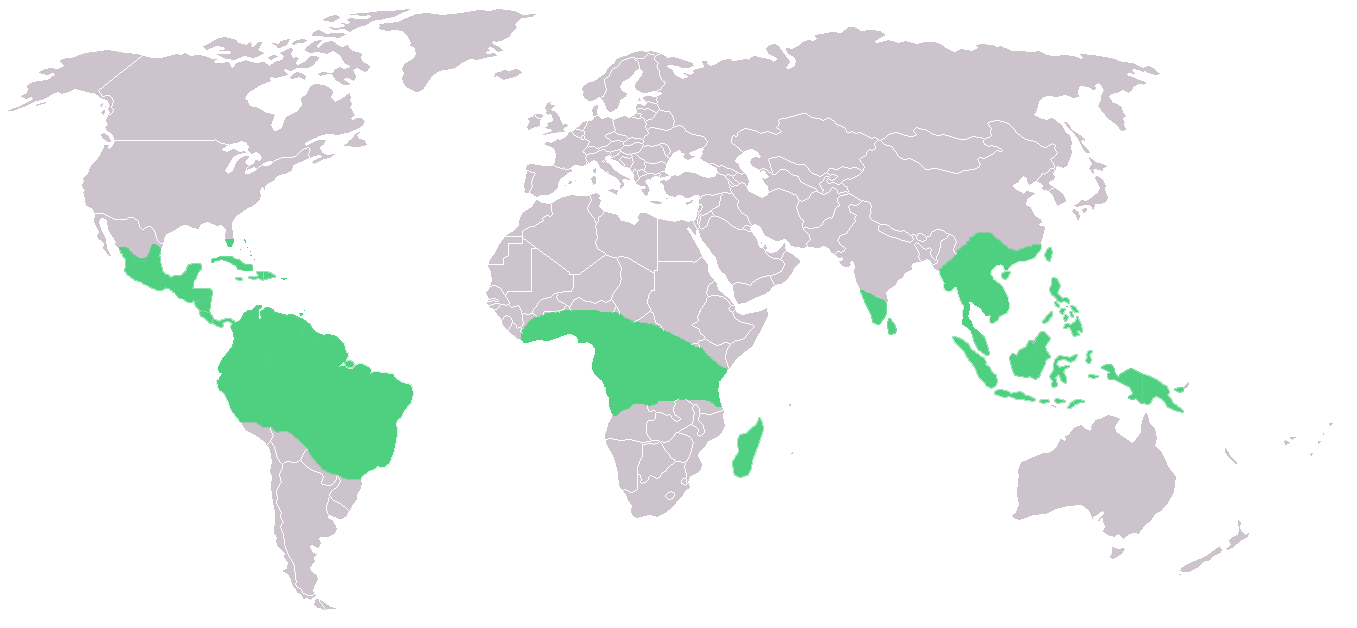
Distribució actual de la vainilla com a planta cultivada

La Vanilla fragans creix, en estat semiespontani, als boscos de Mèxic i en altres països d'Amèrica Central, que és el seu hàbitat natural. Aquesta planta s'ha introduït també a altres països tropicals i a moltes illes oceàniques, com l'Illa de la Reunió (o Borbó), Maurici, Seychelles, Madagascar, Java, Bali, Ceilan, Tahití, Guadalupe, Martinica, Indonèsia, les Antilles, Polinèsia i Tonga.

### Distribució als Països Catalans
No es cultiva als Països Catalans perquè no hi ha les condicions climàtiques i atmosfèriques adequades per al seu desenvolupament. A més, tampoc no es donen les condicions necessàries per a la pol·linització.

### Hàbitat
La vainilla viu exclusivament en un clima subtropical, càlid i bastant humit. Es troba entre els 20º de latitud nord i sud. És molt exigent amb la qualitat del terreny i la temperatura ambiental (18 °C mínim). Li és favorable un sòl ric en humus, Ca i K, que sigui lleuger i amb un pH de 6,0-6,9. És una planta epífita que necessita com a suport un arbre que li proporcioni al voltant d'un 50% d'ombra.

## Descripció

### Forma vital

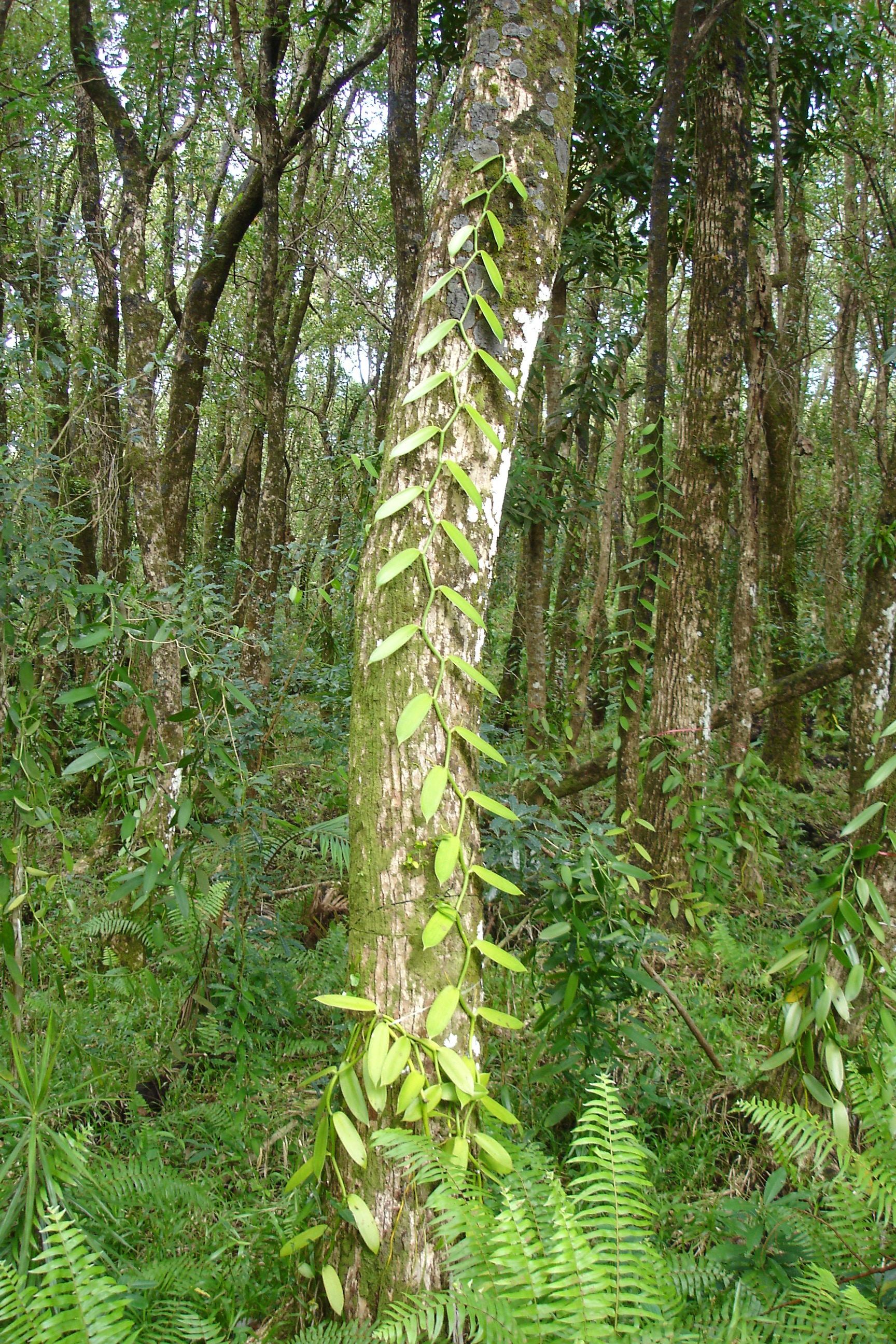
La vainilla és una liana herbàcia.

És una planta de cicle vital perenne perquè totes les seves parts, tant les aèries com les subterrànies, viuen durant tres o més anys. D'acord amb això i segons les formes vitals de Raunkjaer, la Vanilla fragans és un macrofaneròfit, té els meristemes a més de 40 cm del terra i les gemmes persistents situades a més de 2m d'altura.

### Port i dimensions
La Vanilla fragans és una liana herbàcia i robusta de fulla perenne que pot arribar a mesurar entre 10 i 15 metres d'alçada. És epífita, ja que creix en un suport, que sol ser el tronc d'un arbre.

### Òrgans vegetatius

#### Arrel
La vainilla té dos tipus d'arrels:
- Arrel principal: són les arrels alimentadores, que es troben en els entrenusos inferiors i creixen al sòl del bosc formant un conjunt dens i curt. La forma d'aquesta rel és fasciculada.
- Arrels adventícies: tenen funció de suport. Són arrels caulògenes que surten dels nusos de les tiges, oposades a les fulles, i s'adhereixen als troncs dels arbres. A més, tenen una estructura exterior, anomenada velamen, que els permet absorbir aigua.

#### Tija
La tija és herbàcia, pot ser simple o ramificada, és verda i carnosa, cilíndrica i amb un diàmetre d'entre 10 i 15 mm. Es tracta d'una tija epigea enfiladissa que està composta d'entrenusos en zig-zag.

#### Fulles
Les fulles són enteres, el limbe té una forma oblonga o lanceolada amb l'àpex agut o acuminat i la base atenuada. Són quasi sèssils, és a dir, amb el peduncle gairebé inexistent. Són planes o còncaves, gruixudes, coriàcies o, fins i tot, carnoses; de color verd brillant i amb nombroses nerviacions paral·leles. Mesuren de 8 a 25 cm de llargada i de 2 a 8 cm d'amplada. Les fulles són l'òrgan principal d'emmagatzematge de la planta. Referent als caràcters col·lectius, la disposició de les fulles damunt la tija és alternada.

#### Tipus de pilositat
La vainilla és d'indument glabre, és a dir, no té pèls.

### Òrgans reproductors

#### Repartició de sexes
La Vanilla fragans és una planta monoica, té els dos sexes en un mateix peu. Les seves flors són hermafrodites o bisexuals, és a dir, tenen tant estigmes com estams. Això no obstant, ambdós òrgans estan separats per una membrana que impossibilita l'autofecundació.

#### Inflorescència
Les inflorescències són obertes o racemoses, perquè no presenten una flor terminal a l'àpex de l'eix central. Surten de les axil·les de les fulles i mesuren de 5 a 10 cm de llargada. Cada penjoll pot tenir fins a 100 flors, però generalment no sobrepassen les 20, que són grans (10 cm de diàmetre) i atractives, carnoses i de color variable, entre groc i verd. Normalment no hi ha més de tres flors obertes en un mateix penjoll.

#### El periant
El periant de la vainilla és diferenciat, és a dir, podem distingir entre calze i corol·la. El calze de la flor és dialisèpal o lliure, està format per 3 sèpals oblongs, de 4 a 6 cm de llargada i d'1 a 1,5 cm d'amplada. La corol·la també és lliure (no està soldada), és a dir, és dialipètala. Està formada per 3 pètals però dos d'aquests són semblants als sèpals, estan poc diferenciats, i per això se'ls anomena tèpals. L'altre pètal té forma de trompeta i s'anomena label, mesura de 4 a 5 cm de llargada i d'1'5 a 3 cm d'amplada, té el tub basal tancat i la part terminal oberta i corbada cap a fora. La funció del label és protegir els òrgans sexuals.

#### Androceu
L'únic estam és exsert i està situat a l'àpex de la columna o ginostem. Està format per dues masses de pol·len anomenades pol·línies que es troben a l'antera de l'estam. L'antera està separada de l'estigma pel rostel, que és un òrgan en forma de làmina que desafavoreix l'autopol·linització.

#### Gineceu
El pistil es troba per sota de l'androceu. És còncau, obert i humit i està separat de les pol·línies pel rostel. El rostel és un òrgan membranós que representa el tercer estigma, estèril, i té una posició que impedeix que les pol·línies arribin als estigmes fèrtils. El gineceu és tricarpel·lar i cenocàrpic, ja que té els tres carpels soldats a l'ovari. L'ovari unilocular es troba per sota de la resta de peces florals, és ínfer. Les flors són hipògines perquè pètals, sèpals i estams estan inserits a sota del gineceu.

#### Fruit
Els fruits de la vainilla són simples dehiscents i procedeixen de l'ovari fecundat de la flor. Cadascun és una càpsula cilíndrica de 15 a 20 cm de longitud i de 8 a 10 mm de diàmetre. Són una mica aplanats i flexibles, de color fosc o negre violat quan ja és madur. La superfície arrugada longitudinalment està freqüentment coberta de cristalls aciculars blancs de vanillina. Tenen un gran nombre de llavors molt petites, d'uns 0,3 mm de diàmetre. Quan el fruit arriba a la seva maduresa s'obre per 3 o \d ranures longitudinals, restant tancat pels extrems.

## Farmacologia

### Part utilitzada
La part de la vainilla utilitzada comercialment és el fruit desenvolupat, però encara immadur. Els fruits es recol·lecten al cap d'uns 7 o \d mesos després de la pol·linització, quan comencen a canviar de verd a groc. El color i l'olor del producte comercial es desenvolupen com a resultat d'una acció enzimàtica que es duu a terme durant el curat.

### Composició química
El fruit conté un 30% d'aigua (després del curat i de l'assecat), 3-5% de matèries minerals, 20% d'oses reductores i sacarosa i 8-10% de lípids.
La vainilla verda conté heteròsids, principalment glucovanillina i alcohol glucovaníllic. La glucovanillina és un vanillòsid que dona, per hidròlisi, glucosa i vanillina. L'alcohol glucovaníllic dona, per hidròlisi, glucosa i alcohol vaníllic, que és convertit per oxidació en vanillina (aldehid vaníllic). Aquestes hidròlisis enzimàtiques es duen a terme durant el curat del fruit.
La vanillina és el principal responsable de l'aroma i el gust de la vainilla i es troba entre un 1'5-3,8% en el fruit. Està formada per cristalls fins, entre blanc i groguenc, semblants a una agulla. La vanillina és el 4-hidroxi-3-metoxibenzaldehid (aldehid metilprotocatèquic) i la seva fórmula química és:

Fórmula de la vainillina

El fruit també conté altres components menys importants, com per exemple: alcohol anísic, anisaldehid, piperonal i àcid p-hidroxibenzoic, que es troben en molt baixa proporció.

### Usos medicinals
En medicina tradicional, el fruit de la vainilla s'ha utilitzat com a afrodisíac, emmenagog, carminatiu i estimulant digestiu. També se li atribueixen accions tranquil·litzants, antipirètiques i antiespasmòdiques, estimulant aromàtic i tònic cardíac. La vainilla s'empra al natural, en pols, extracte, tintura i pastilles. En tecnologia farmacèutica, les tintures es fan servir en preparacions com xarops, principalment com a agent aromàtic.

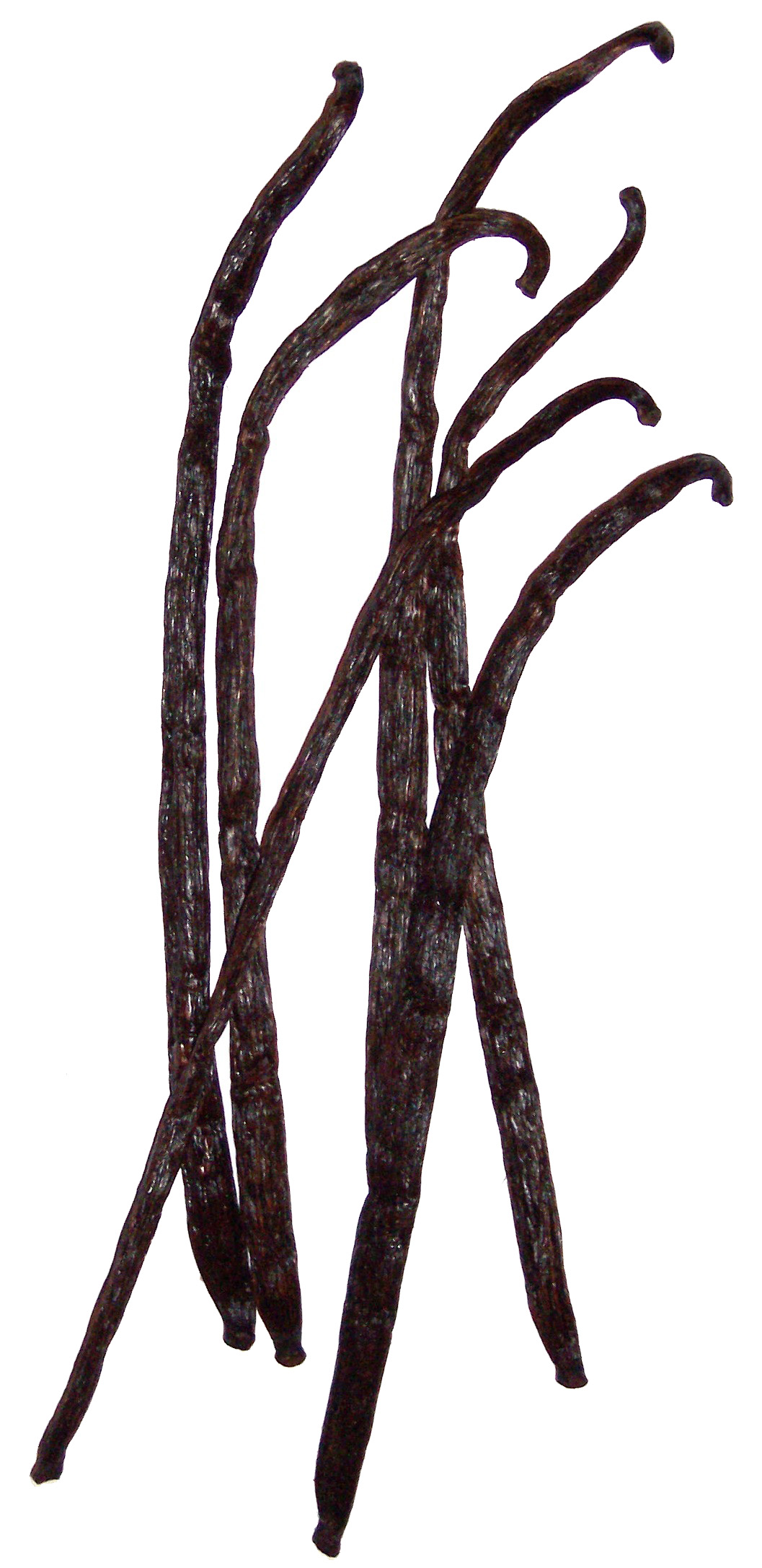
Fruit de la vainilla

### Propietats farmacològiques
Actualment, la Vanilla fragans és un colerètic dèbil i estimulant digestiu, ja que augmenta la producció de bilis afavorint la digestió. És adequada la seva ingestió en casos de dispèpsies hiposecretores, diarrees, flatulències i discinèsies hepatobiliars.

### Toxicitat
Es pot produir una intoxicació pel contingut alcohòlic de l'extracte fluid, de la tintura i del xarop. No és recomanable aplicar tòpicament a nens menors de sis anys, a persones amb al·lèrgies respiratòries ni a persones hipersensibles a l'oli essencial de vainilla, al de canyella o al bàlsam del Perú. Pot resultar contraindicada la prescripció d'olis essencials per via interna en dones en període d'embaràs i lactància, a nens menors de 6 anys i en pacients amb gastritis, úlceres gastroduodenals, síndrome de l'intestí irritable, colitis ulceroses, malaltia de Crohn, hepatopaties, epilèpsia, Parkinson o altres malalties neurològiques.
A més, els cristalls d'oxalat de calci presents en el fruit poden causar dermatitis i reaccions al·lèrgiques als treballadors i manipuladors de la vainilla.

## Observacions

### Història
La vainilla és originària de Mèxic, on els Asteques precolombins la feien servir per aromatitzar la xocolata, aplicació que encara té. Els colonitzadors espanyols, que van arribar a Amèrica la van introduir a Espanya. A Mèxic, l'antic poble de Totonaca era reconegut com el principal productor de la millor vainilla i ho va seguir sent fins a mitjans del segle xix. El cultiu d'aquesta planta va començar a les illes de la Reunió i Madagascar l'any 1839 i, més tard, es va estendre per altres països. La Vanilla fragans va ocupar un lloc a la London Pharmacopoeia de 1721.

### Cultiu i comerç
La vainilla es cultiva a partir d'esqueixos d'un metre i mig de llarg o bé a partir de llavors. La densitat aproximada de la plantació és d'unes 1667 plantes per hectàrea. El cultiu dels esqueixos es realitza en un solc de 10 cm d'amplada per 3–4 cm de profunditat i 40 cm de llargada. És una planta de creixement ràpid, entre mig metre i un metre per mes. Al cap d'uns dos anys s'excaven rases entre les fileres, d'una profunditat de pocs centímetres per tal de facilitar el bon drenatge.
La planta comença a florir al cap de tres o quatre anys després de plantar-la i la màxima producció s'assoleix al cap de set o vuit anys després de la plantació. Per tal d'assegurar la pol·linització (difícil autopol·linització) es practica la pol·linització artificial, feina que realitzen principalment dones i nens. Només en zones on creix de manera natural (Mèxic), la pol·linització la realitza un tipus d'abelles silvestres del gènere Melipona o també ocells com el colibrí. La pol·linització artificial es realitza cada matí i consisteix a aixecar el rostel amb una agulla llarga amb la que obliguen a les pol·línies de l'antera d'una flor a adherir-se a l'estigma de la mateixa flor. Un operador pot pol·linitzar de 1000 a 2000 flors al dia. Aquest treball només es realitza amb les flors de la part inferior del raïm, ja que les superiors donarien fruits petits. La floració dura uns dos mesos, que corresponen a un període sec, entre fi de primavera i principis del nostre estiu.

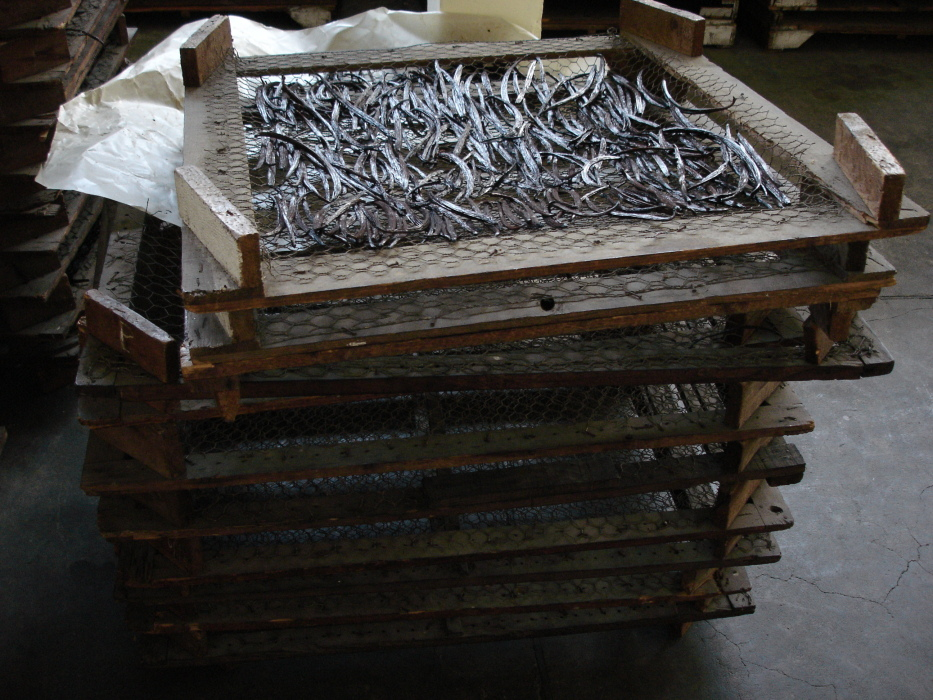
Secat

Els fruits es recullen a la tardor quan comencen a madurar. Es col·loquen en pilons per tal que comencin a fermentar. Després es fan assecar fins que adquireixen un color més fosc i es desenvolupa la formació de la vanillina o principi aromàtic, que no es troba com a tal en el fruit sinó que es forma com a resultat d'una acció enzimàtica. Tot el procés de curat dura al voltant de 6 mesos.
El rendiment del procés és baix, ja que 1000-1500 kg. de vainilla verda per hectàrea representen 200–300 kg. de vainilla seca. La producció mundial és d'unes 1400 tones a l'any, obtingudes de 4 regions principalment: Madagascar i Reunió (85%), Mèxic (10%), Tahití, altres illes d'Oceania i les Antilles (5%).

### Conservació
La vainilla natural i l'artificial segueixen el mateix mètode de conservació, que consisteix a guardar-la en envasos de vidre hermèticament tancats i desar-los en un lloc fresc i sec.

### Altres usos
Els fruits de la vainilla són molt utilitzats en l'alimentació com seria el cas del condiment de vainilla amb seu característic aroma i gust en confiteria (pastissos, dolços, cremes, natilles...), preparació de gelats, begudes i també el seu ús destaca en altres sectors com perfumeria i fragàncies aromatitzants.
En certa manera, però no completament, aquest agent aromàtic ha estat desplaçat per la vainillina sintètica. Aquesta es pot preparar a partir de derivats del fenol com la coniferina, l'eugenol i la lignina.